# 中江郡
中江郡（：／ Junggang gun */?）是朝鮮民主主義人民共和國慈江道的一個郡，位於該道北部。

## 地理
位于朝鮮半島北部、鴨緑江上流南岸位置。北邻中華人民共和国吉林省白山市、東・東南邻两江道金亨稷郡、西・西南邻慈城郡。本郡拥有朝鮮半島最寒冷的地方中江鎮，故大韓民国新聞的天气报告常会报道本郡拥有最低气温。

## 行政区划
现时本郡下辖:
- 中江邑
- 中上里
- 乾下里
- 中德里
- 上長里
- 章興里
- 烏首里
- 晩興里
- 土城里
- 長城里
- 陳坪里
- 德三里
- 草堂里
- 湖南里
- 遠洞里
- 湖下劳动者区

## 其他
由于地球暖化的关系，本郡的平均气温过去100年上升了3.1摄氏度，十分明显。